# Condé-lès-Herpy
 Condé-lès-Herpy  là một xã ở tỉnh Ardennes, thuộc vùng Grand Est ở phía bắc nước Pháp.